# Caudron C.600
Il Caudron C.600 "Aiglon" fu un monomotore da turismo sportivo ad ala bassa sviluppato dall'azienda aeronautica francese Société anonyme des avions Caudron negli anni trenta.
Destinato al mercato dell'aviazione generale venne utilizzato principalmente dai diversi aeroclub in territorio francese ma anche in ambito militare dall'Armée de l'air, l'aeronautica militare francese, e da un buon numero di altre forze aeree mondiali.

## Versioni
C.600 Aiglon
versione di produzione equipaggiata con un motore Renault 4Pgi Bengali Junior, realizzata in 178 esemplari.
C.600G Aiglon
versione modificata, equipaggiata con un motore de Havilland Gipsy Major, realizzata in 5 esemplari.
C.601 Aiglon Senior
versione equipaggiata con un motore Renault 4Pei, realizzata in 18 esemplari.
KXC
designazione "corta" di un singolo esemplare di C.601 Aiglon Senior inviato in Giappone a scopi di valutazione.

## Utilizzatori
Argentina
 Francia
- Armée de l'air

 Francia libera
- Forces aériennes françaises libres

 Giappone
- Dai-Nippon Teikoku Kaigun Kōkū Hombu

 Guatemala
- Fuerza Aérea Guatemalteca

 Spagna
- Fuerzas Aéreas de la República Española

 Ungheria
- Magyar Királyi Honvéd Légierő